# Магнарий
Магнарий (лат. Magnarius; умер около 800) — франкский граф Нарбона (791 — около 800).

## Биография
Происхождение Магнария точно неизвестно. Он получил Нарбонское графство после Милона, вероятно, скончавшегося в 791 году.
Единственный современный Магнарию документ — хартия короля франков Карла Великого от 5 декабря 791 года. В ней он назван графом Нарбона (лат. Magnarius comes Narbonae). Его властные полномочия распространялись не только на этот город, но и на селение Кон-Минервуа. Магнарий известен как покровитель находившегося здесь аббатства.
В 793 году большое войско мавров под командованием Абд аль-Малика ибн аль-Валида ибн Мугита вторглось во франкскую Септиманию. Мусульмане осадили Нарбон, но так и не смогли взять город. Безуспешными были и их попытки овладеть Жироной и Каркасоном. Однако затем в сражении на реке Орбьё войско Кордовского эмирата разбило возглавляемую графом Тулузы Гильомом Желонским армию франков. Тем не менее, сами мавры понесли такие большие потери, что были вынуждены прекратить поход и, ограничившись захватом богатой добычи, возвратиться в Аль-Андалус.
Преемником Магнария был граф Стурмион, ставший правителем Нарбона приблизительно в 800 году.